# 의정부 경전철 차량기지 임시승강장
차량기지 임시승강장(복합문화융합단지)역(Depot Temporary Platform(Multi-Culture Convergence Complex)Station, 車輛基地臨時乘降場(複合文化融合團地)驛)은 경기도 의정부시 고산로 27에 있는 의정부 경전철의 임시승강장이다. 2021년 10월 30일에 개통됐다. 이 역부터 발곡역까지 모두 지상 구간이다.

## 역사
- 2021년 10월 30일 : 의정부 경전철 탑석 ~ 차량기지 임시승강장 구간 개통

## 역 구조
1면 1선의 단선 승강장이 있는 지상역으로 건설되었다. 다른 역들과는 다르게 스크린도어가 없다. 탑석역 출발하고서부터 이 역까지는 사내 직원이 직접 수동운전한다.

## 승강장
| 탑석↑     |
| \|        |
| 시·종착역 |

| 상행 | ● 의정부 경전철 | 당역 종착/곤제 · 의정부중앙 · 경전철 의정부 · 발곡 방면 |

## 역 주변
- 부용천
- 의정부 경전철 송산차량기지(차량기지 내부에 있음)

## 인접한 역
| 의정부 경전철       | 의정부 경전철   | 의정부 경전철 |
| ------------------- | --------------- | ------------- |
| U125 탑석 발곡 방면 | ● 의정부 경전철 | 시·종착역     |